# Городоцька міська територіальна громада (Хмельницька область)
Городоцька міська територіальна громада — територіальна громада України, в Хмельницькому районі Хмельницької області. Адміністративний центр — місто Городок.
Площа громади — 631,46 км², населення — 31 681 мешканець (2018).
Утворена 10 серпня 2017 року шляхом об'єднання Городоцької міської ради та Варовецької, Великокарабчіївської, Великояромирської, Жищинецької, Кузьминської, Купинської, Лісогірської, Новопорічанської, Новосвітської, Остапковецької, Підлісноолексинецької, Пільноолексинецької, Радковицької, Скіпченської, Старопісочнянської, Хмелівської, Чорниводської сільських рад Городоцького району.
19 липня 2020 року, в результаті адміністративно-територіальної реформи та ліквідації Городоцького району, громада увійшла до складу новоутвореного Хмельницького району.

## Населені пункти
У складі громади 48 населених пунктів — 1 місто і 47 сіл, які входять до 17 старостинських округів:
| Населений пункт       | Старост. округ | Населення (2015) |
| --------------------- | -------------- | ---------------- |
| Городок               | центр ОТГ      | 16646            |
| Чорниводи             | № 17           | 1818             |
| Жищинці               | № 4            | 946              |
| Велика Яромирка       | № 2            | 928              |
| Лісогірка             | № 7            | 727              |
| Пільний Олексинець    | № 12           | 688              |
| Підлісний Олексинець  | № 11           | 658              |
| Кузьмин               | № 5            | 643              |
| Купин                 | № 6            | 591              |
| Великий Карабчіїв     | № 3            | 579              |
| Борщівка              | № 13           | 551              |
| Велика Левада         | № 6            | 528              |
| Скіпче                | № 14           | 526              |
| Завадинці             | № 2            | 524              |
| Мудриголови           | № 17           | 501              |
| Нове Поріччя          | № 8            | 500              |
| Сирватинці            | № 14           | 484              |
| Стара Пісочна         | № 15           | 455              |
| Варівці               | № 1            | 419              |
| Турчинці              | № 13           | 384              |
| Радковиця             | № 13           | 364              |
| Мала Яромирка         | № 2            | 329              |
| Остапківці            | № 10           | 308              |
| Балакири              | № 4            | 292              |
| Хмелівка              | № 16           | 231              |
| Нова Пісочна          | № 15           | 226              |
| Тростянець            | № 9            | 208              |
| Новий Світ            | № 9            | 180              |
| Шишківці              | № 5            | 168              |
| Старе Поріччя         | № 8            | 159              |
| Грицьків              | № 3            | 157              |
| Папірня               | № 17           | 134              |
| Слобідка-Кузьминська  | № 10           | 132              |
| Слобідка-Олексинецька | № 11           | 128              |
| Басівка               | № 8            | 91               |
| Матвійківці           | № 9            | 91               |
| Калитинці             | № 10           | 75               |
| Мала Левада           | № 6            | 68               |
| Іванівка              | № 9            | 15               |
| Ковалівка             | № 9            | 5                |
| Бедриківці            |                |                  |
| Дахнівка              |                |                  |
| Кремінна              |                |                  |
| Кремінянські Хутори   |                |                  |
| Лісоводи              |                |                  |
| Лісоводи              |                |                  |
| Немиринці             |                |                  |
| Новосілка             |                |                  |